# Грч Врх
Грч Врх (словен. Grč Vrh) је насељено место у општини Мирна Печ, регија Југоисточна Словенија, Словенија.

## Историја
До територијалне реорганизације у Словенији био је у саставу старе општине Ново Место.

## Становништво
У попису становништва из 2011. године, Грч Врх је имао 10 становника.
| Број становника према пописима | Број становника према пописима | Број становника према пописима |
| ------------------------------ | ------------------------------ | ------------------------------ |
| 1991                           | 2002                           | 2011                           |
| 6                              | З                              | 10                             |

- Ознака З представља заштићене податке